# Montreal Comiccon
El Comiccon de Montreal (francès: Le Comiccon de Montréal), en el format actual, es va llançar el 2006 com a "Montreal Comic-Con". L'esdeveniment inclou còmics, joguines, jocs, ciència-ficció, terror, anime, cartes no esportives i objectes de col·lecció. Se celebra 2 vegades l'any al centre de convencions Palais des Congrès al centre de Montreal, i la "Comic-Con" més gran té lloc al juliol durant 3 dies. Els mateixos organitzadors també organitzen un "Mini-Con" més petit d'un o dos dies, que tradicionalment es celebra al final de la temporada de tardor, a principis de desembre.
Convidats especials, artistes, expositors i concursos especials fan que el Comiccon sigui adequaada per a nens i adults. L'edició del setembre de 2012 va comptar amb convidats com William Shatner (Star Trek), Patrick Stewart (Star Trek: The Next Generation), Malcolm McDowell (" A Clockwork Orange "), James Marsters (Buffy the Vampire Slayer) i altres especials. convidats.
El Montreal Comiccon és una convenció de fans amb contingut multigènere, centrat en còmics, ciència-ficció, terror, anime i jocs. Tot i que comparteix trets comuns amb el Comic-Con International de San Diego, el Comiccon de Mont-real es diferencia oferint una varietat d'atraccions que s'adrecen als mercats de població anglòfona i francòfona de Mont-real, i superant la bretxa entre els còmics nord -americans i la bande dessinée europea amb creus. -hostes i atraccions frontereres i estrangers.

## Programació
Com passa amb la majoria de convencions de còmics, el Comiccon de Montreal ofereix una selecció d'activitats, exposicions i altres atraccions. La gran sala d'exposicions del Comiccon al segon pis inclou Artist Alley, una secció de minoristes, una àrea d'autògrafs, Photo Ops i diverses exposicions. La majoria dels actes programats tenen lloc a les plantes superiors del centre de convencions: a la cinquena i la setena planta.
Es recomana als fans que vinguin vestits com els seus personatges preferits de la cultura pop, ja siguin de pel·lícules, televisió, videojocs o còmics. Això es coneix comunament com a cosplay. Culmina amb la Masquerade, la gran competició de disfresses que reuneix jutges d'arreu del món, més de 60 competidors i prop de 3000 fans per animar-los quan arribin al gran escenari.
Durant tres dies, els aficionats gaudeixen de més de 100 taules i tallers diferents que ajuden a promocionar encara més els còmics, el vestuari, els jocs i la cultura pop en general. Una zona de jocs perquè els aficionats descobreixin noves demostracions de jocs, participin en tornejos o simplement gaudeixin d'un joc lliure. Els videojocs inclouen jocs independents i estudis AAA amb demostracions. Es presenten projeccions de curtmetratges i llargmetratges que inclouen pel·lícules de fans, així com produccions independents i d'estudi.
Els convidats famosos solen participar en tres activitats: sessions d'autògrafs, Photo Ops i un panell de preguntes i respostes.